# Stretavka
Stretavka je obec na Slovensku. Nachází se v Košickém kraji, v okrese Michalovce na soutoku tří řek (Laborce, Uhu a Čierné vody). Obec má rozlohu 4,87 km² a leží v nadmořské výšce 103 m. V roce 2011 v obci žilo 188 obyvatel.
Nachází se zde řeckokatolický chrám postavený v roce 1937 v historizujícím slohu.

## Historie
V obci byly objeveny nálezy z doby bronzové, kuštanovické kultury z doby hallstattské a laténsko–dácké. První písemná zmínka o obci pochází z roku 1266.

## Příroda
V katastrálním území obce je chráněný areál (biotop) o rozloze  17,71 ha.